# 田村晃祐
田村 晃祐（たむら こうゆう、1931年2月5日 - 2022年7月1日）は、日本の仏教学者。学位は、文学博士（東京大学・乙種・1989年）。東洋大学名誉教授。専門は日本仏教史。最澄と徳一研究の第一人者。その他に聖徳太子、親鸞、井上円了も研究。茨城県多賀郡日立町（現、日立市）生まれ。

## 経歴

### 学歴
1931年2月、茨城県多賀郡日立町の真宗大谷派の寺院に生まれる。1949年、茨城県立日立第一高等学校を卒業後、東京大学文学部印度哲学梵文学科（現：インド哲学仏教学専修課程）に進む。1954年に同大学院人文科学研究科修士課程に進み、1961年に同博士課程満期退学。1989年に『最澄教学の研究 - 最澄,徳一論争を通じて-』で文学博士（乙種、東京大学）。

### 職歴
1962年にセイロン政府文化局・英文仏教百科大辞典編纂所員に、1965年に二松学舎大学専任講師、助教授を経て、1972年に東洋大学文学部仏教学科（のちインド哲学科）助教授、1977年に教授に昇任。附属牛久高等学校校長、仏教学専攻主任、大学院委員長、学校法人東洋大学理事、評議員を務める。2000年に定年退職、名誉教授に。
ワンハン大学、早稲田大学で客員教授、茨城大学、東京大学、筑波大学、清泉女子大学、国際仏教学大学院大学、日本大学、聖徳太子奉賛会、東洋学林で非常勤講師も務めた。
2022年7月1日、慢性腎不全のため死去。

### 学会等役職歴
- 財団法人東方研究会 － 理事・評議員
- 財団法人聖徳太子奉賛会 － 評議員・幹事
- 財団法人永青文庫 － 評議員
- 日本印度学仏教学会 － 理事・評議員
- 日本佛教学会 － 理事・評議員
- 仏教思想学会 － 理事・評議員
- 日本宗教学会 － 評議員
- 早稲田大学東洋哲学会 － 理事・評議員

### 受賞歴
- 1971年、日本印度学仏教学会賞
- 1996年、日本印度学仏教学会鈴木学術財団特別賞
- 2003年、中村元東方学術賞[6]

## 著書

### 博士論文
- 『最澄教学の研究 - 最澄、徳一論争を通じて-』（文学博士、乙種、東京大学、1989年）[4]

### 単著
- 『最澄のことば』（雄山閣出版、1985年）
- 『日本の仏典 1 最澄』（筑摩書房、1987年）
- 『最澄』（人物叢書 新装版：吉川弘文館、 1988年）
- 『最澄教学の研究』（博士論文、春秋社、1992年）
- 『近代日本の仏教者たち』（NHKライブラリー、日本放送出版協会、2005年）

### 編書
- 『最澄辞典』（東京堂書店、1979年）
- 『徳一論叢』（国書刊行会、1986年）

### 編著
- 『日本仏教の宗派-日本人の仏教 7-』（奈良康明編、東京書籍、1983年）

### 監修
- 『「傍訳」最澄山家学生式・顕戒論』（天台宗研究会編著、四季社、2005年）

### 共訳
- 『日本の名著 3 - 最澄・空海』（福永光司責任編集、中央公論社、1977年、新版1983年）、最澄を担当
- 『聖徳太子 - 法華義疏(抄)・十七条憲法』[7]（瀧藤尊教、早島鏡正との共訳、中央公論新社・中公クラシックス、2007年）

### 論文
- CiNii>田村晃祐
- INBUDS>田村晃祐

## 出演
TV
- こころの時代（NHK教育、1998年4月19日～）[8]